# Шуранова, Антонина Николаевна
Антони́на Никола́евна Шура́нова (30 апреля 1936, Севастополь, Крымская АССР, СССР — 5 февраля 2003, Санкт-Петербург, Россия) — советская актриса театра и кино. Народная артистка РСФСР (1980).

## Биография
Родилась и провела раннее детство в Севастополе. Отец рано умер. После прорыва блокады переехала с семьёй в Ленинград. По окончании семи классов школы поступила в техникум, чтобы быстрее получить специальность и помогать семье — матери и двум младшим сёстрам. Три года работала садовницей в Выборгском районе, при этом посещала искусствоведческие занятия в Эрмитаже, занималась пением, участвовала в спектаклях на сцене Эрмитажного театра. С первой попытки поступила в Ленинградский театральный институт имени А. Н. Островского на курс Т. Сойниковой.
По окончании института в 1962 году начала работать в Ленинградском Театре юного зрителя им. А. А. Брянцева, где встретила своего будущего мужа актёра Александра Хочинского.
Проработав в ТЮЗе до 1988 года, Хочинский и Шуранова были вынуждены уйти оттуда после того, как главный режиссёр театра Зиновий Корогодский был отстранён от должности и подвергся судебному преследованию по обвинению в «мужеложстве» (статья 121.1 УК РСФСР), впоследствии приговор был отменён, а дело закрыто за отсутствием улик.
В 1988—1990 годах работала на киностудии «Ленфильм», в 1990—1993 годах — актрисой театра-студии «Интерателье». С марта 1995 года до самой смерти работала в Театре сатиры на Васильевском.
Скончалась 5 февраля 2003 года. Похоронена в Санкт-Петербурге на Серафимовском кладбище (4-й вязовый участок) рядом с мужем, артистом Александром Хочинским.

## Семья
Отец — Николай Шуранов, морской офицер.
Первый муж — Николай, однокурсник в Ленинградском театральном институте имени А. Н. Островского. Развод.
Второй муж — врач. Развод.
Третий муж (с 1976 по 1998 год) — Александр Хочинский (1944—1998), советский и российский артист театра и кино, бард.
Детей нет.

## Роли в ТЮЗе
- «Глоток свободы» — Елена Бестужева
- «Гамлет» — Гертруда
- «После казни прошу…» — Зинаида Ивановна
- «Свои люди — сочтёмся» — Устинья Наумовна, сваха
- «Тимми, ровесник мамонта» — Эдит Феллоуз, медицинская сестра
- «Кошка, которая гуляла сама по себе» — Женщина
- «Нетерпение» — Клио
- «Профессия» (по Айзеку Азимову) — Мисс Тайт

## Фильмография

Надгробие Александра Хочинского и Антонины Шурановой на санкт-петербургском Серафимовском кладбище

| Год  |    | Название                                         | Роль                                             |
| ---- | -- | ------------------------------------------------ | ------------------------------------------------ |
| 1961 | ф  | Балтийское небо                                  | блокадница (нет в титрах)                        |
| 1964 | тф | Кюхля                                            | Дуня                                             |
| 1967 | ф  | Война и мир                                      | княжна Марья Болконская                          |
| 1968 | тф | Последние дни                                    | Александра Гончарова                             |
| 1969 | ф  | На пути в Берлин                                 | Татьяна Михайловна, врач                         |
| 1969 | ф  | Чайковский                                       | Надежда Филаретовна фон Мекк                     |
| 1970 | ф  | Шаг с крыши                                      | хозяйка усадьбы                                  |
| 1971 | ф  | Красный дипломат. Страницы жизни Леонида Красина | Тамара                                           |
| 1972 | ф  | Опасный поворот                                  | Олуэн Пиил                                       |
| 1973 | ф  | Дела сердечные                                   | Лида                                             |
| 1974 | ф  | Ваши права?                                      | Валерия Голубцова                                |
| 1974 | ф  | Странные взрослые                                | Нина Ивановна                                    |
| 1975 | ф  | Доверие                                          | Роза Люксембург                                  |
| 1975 | ф  | Звезда пленительного счастья                     | эпизод (нет в титрах)                            |
| 1977 | ф  | Неоконченная пьеса для механического пианино     | Анна Петровна Войницева                          |
| 1977 | ф  | Строгая мужская жизнь                            | Тамара Степановна Клёнова                        |
| 1978 | ф  | Пуск                                             | Анна Фокина                                      |
| 1979 | тф | Бал                                              | Полина                                           |
| 1979 | ф  | Инженер Графтио                                  | Антонина Адамовна Графтио                        |
| 1980 | ф  | И вечный бой… Из жизни Александра Блока          | Лариса Рейснер                                   |
| 1981 | ф  | Крепыш                                           | Елена Павловна                                   |
| 1981 | ф  | Товарищ Иннокентий                               | Розалия Землячка                                 |
| 1982 | ф  | С тех пор, как мы вместе                         | Антонина Чистякова                               |
| 1984 | ф  | По коням                                         | Кира Сергеевна Горцева                           |
| 1987 | ф  | Клуб женщин                                      | Майя Саблина                                     |
| 1988 | ф  | Все кого-то любят…                               | Клавдия Ивановна                                 |
| 1988 | ф  | Физики                                           | Марта Болль                                      |
| 1990 | ф  | История болезни                                  | мать                                             |
| 1992 | ф  | 22 июня, ровно в 4 часа…                         | Нина Константиновна                              |
| 1992 | ф  | Помнишь запах сирени…                            | Вера Львовна                                     |
| 1992 | ф  | Рин. Легенда об иконе                            | мать Феофания, начальница иконописной мастерской |
| 1995 | ф  | Зимняя вишня 3                                   | мать Ольги                                       |
| 1997 | тф | Ананасы в шампанском                             | Августа Баранова                                 |
| 1998 | с  | Улицы разбитых фонарей («Лекарство от скуки»)    | Мария Павловна Леонидова                         |
| 2000 | с  | Бандитский Петербург. Фильм 1. Барон             | Ирина Васильевна Гордеева                        |

### Озвучивание
- 1975 — Звезда пленительного счастья — закадровый текст (перевод французских реплик)
- 1979 — Крамер против Крамера — Маргарет Фелпс
- 1984 — Поездка в Индию — миссис Мур (роль Пегги Эшкрофт)
- 1987 — Дикие лебеди — роль Инес Ару
- 1987 — Маски — Колетт, секретарь

## Награды и звания
- Заслуженная артистка РСФСР (30 января 1974)
- Народная артистка РСФСР (20 августа 1980)